# Castillo de Peñas de San Pedro
El castillo de Peñas de San Pedro es una antigua fortaleza ubicada en el municipio español de Peñas de San Pedro (Albacete).

## Descripción
El castillo se sitúa en la cima de la peña del Castillo, un bloque rocoso localizado en Peñas de San Pedro, al sur de la ciudad de Albacete. Fue uno de los enclaves defensivos más importantes de la taifa de Murcia. En el siglo XIII pasó a ser cristiano tras una expedición liderada por el rey Alfonso VIII. En 1837, durante las guerras carlistas, albergó la sede de la Real Audiencia Territorial de Albacete.